# Вулиця Східна (Львів)
Ву́лиця Східна — вулиця в Шевченківському районі міста Львова, в місцевості Підзамче. Вулиця Східна прямує з південного заходу на північний схід та сполучає вулицю Замарстинівську з вулицями Заповітною та Євгена Лисика, утворюючи перехрестя з вулицею Квітовою. Прилучається вулиця Янки Купали.

## Назва
Вулиця утворилася у складі передміського села Замарстинів та у 1931 році отримала назву — вулиця Всходня, уточнена у 1946 році на вулицю Східну і відтоді назва вулиці не змінювалася.

## Забудова
Вулиця Східна забудована житловими одно-, дво- та триповерховими будинками, зведеними у першій половині XX століття, три- та чотириповерховими будинками радянського періоду, а також присутня садибна та промислова забудова.

### Будинки
№ 32 — комплекс будівель науково-виробничого підприємства «Електрон-Т», що спеціалізується на виробництві трубчастих електронагрівачів (ТЕН) до бойлерів, систем індивідуального опалення, професійного теплового обладнання, вентиляційного обладнання, медичного обладнання та до електропобутових приладів, а також електроконфорок чавунних для побутових і професійних електроплит. Інша адреса підприємства — вул. Квітова, 12.
№ 45 — комплекс будівель заводу хлібобулочних напівфабрикатів ПрАТ «Концерн Хлібпром».

Світлини вуличної забудови
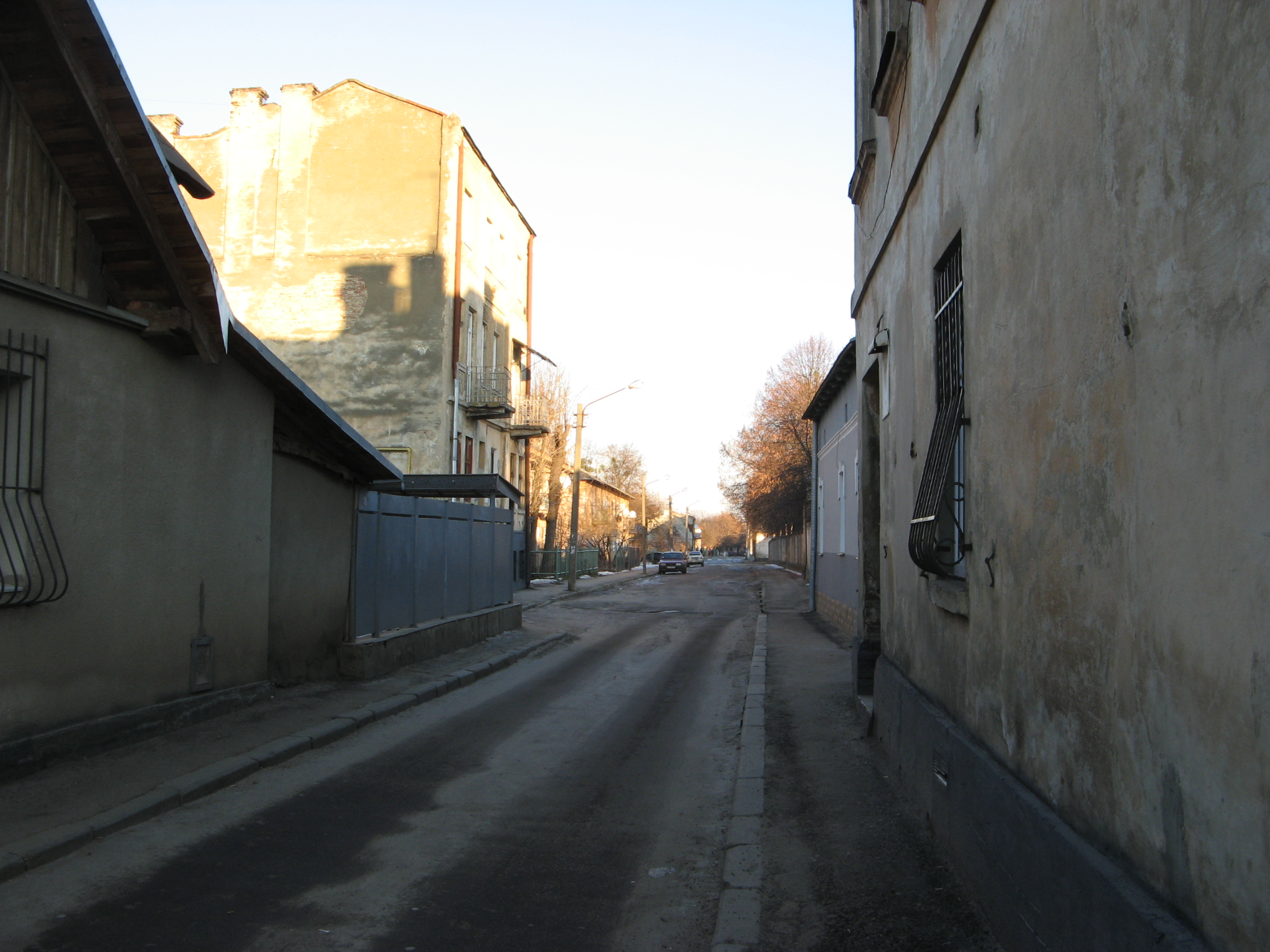
Початок вулиці
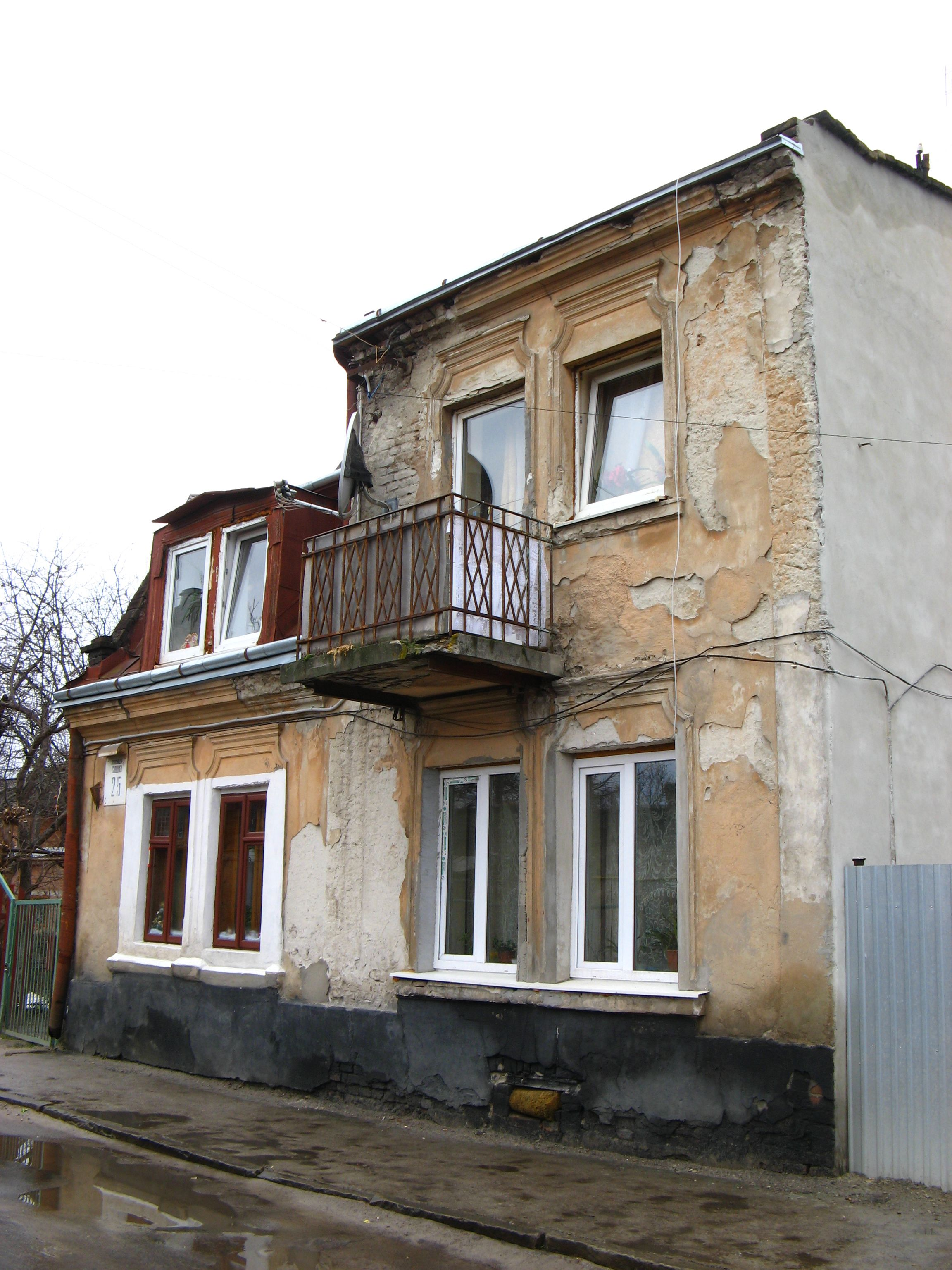
Стара кам'яничка на Східній
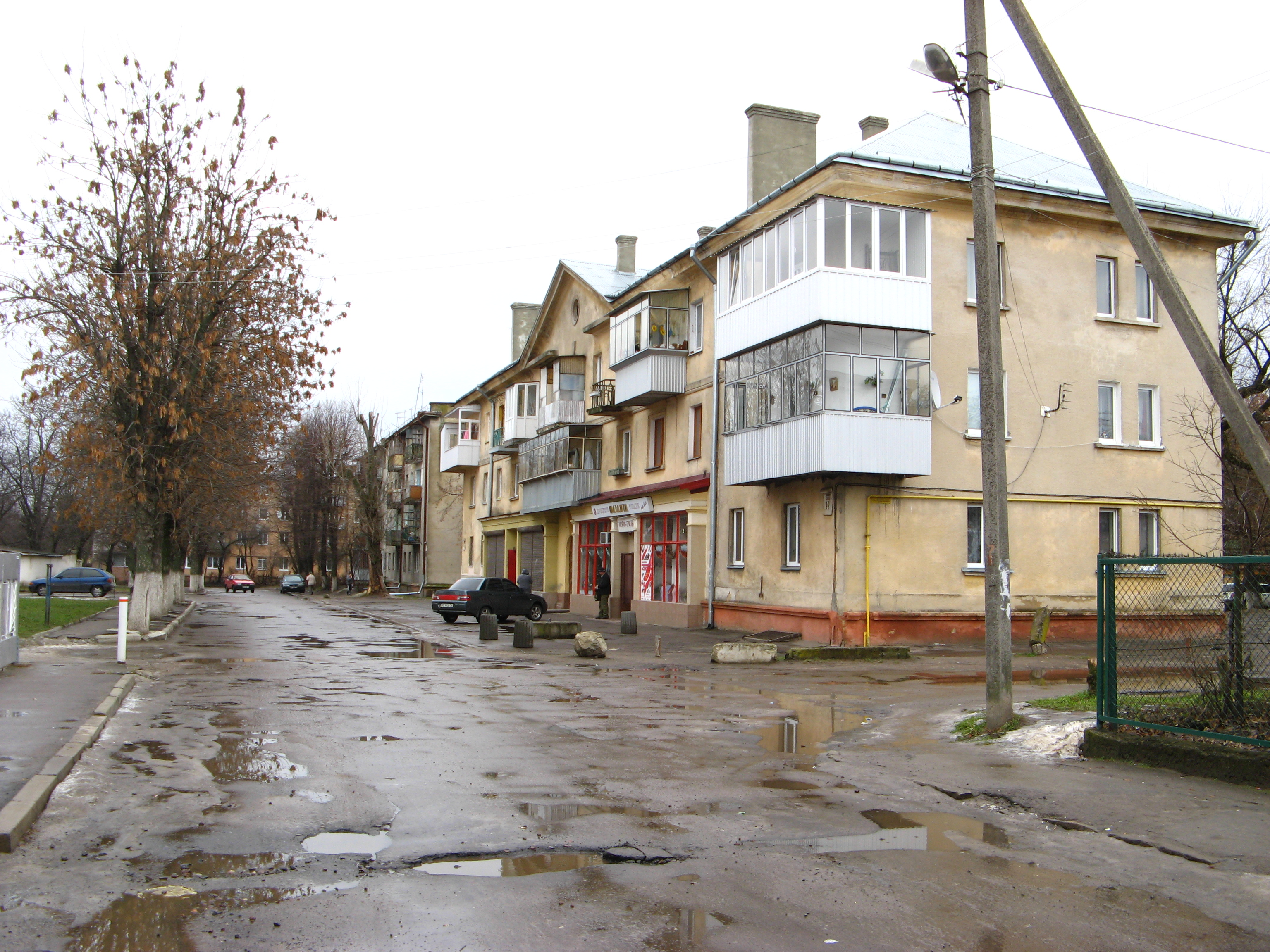
Біля вулиці Янки Купали